# Mariano Galarza
Mariano Galarza (Veinticinco de Mayo, 11 dicembre 1986) è un rugbista a 15 argentino, seconda linea del Bayonne in Top 14.

## Biografia
Originario di Partido di Veinticinco de Mayo, nella provincia di Buenos Aires, Galarza si formò rugbisticamente nella squadra scolastica della scuola Inchausti e a seguire nel Tacuara; dopo il diploma entrò nella squadra universitaria dell'Università della Plata, ateneo in cui intraprese gli studi in medicina.
Nel 2010, pochi mesi dopo il suo debutto internazionale con l'Argentina contro la Scozia, Galarza fu messo sotto contratto a termine dalla franchise irlandese del Leinster per sopperire alle assenze per infortunio di Kevin McLaughlin e Leo Cullen e l'anno successivo fece parte della formazione del Pampas XV che prese parte alla Vodacom Cup in Sudafrica vincendola a sorpresa.
Dopo la vittoria in Vodacom Cup giunse anche la convocazione per la Coppa del Mondo di rugby 2011 con l'Argentina.
Nel 2013, terminata l'avventura dei Pumas XV in Vodacom Cup, firmò un contratto di un anno per gli inglesi del Worcester; pochi mesi dopo si accordò con il Gloucester a partire dalla stagione successiva.
Al termine della prima stagione con la sua nuova squadra si aggiudicò la Challenge Cup e a seguire prese parte alla Coppa del Mondo di rugby 2015 in Inghilterra, che tuttavia per Galarza finì presto: a causa di un fallo antisportivo commesso contro Brodie Retallick nell'incontro della fase a gironi con la Nuova Zelanda, il giocatore fu squalificato per 9 settimane che lo resero indisponibile pure per il club una volta terminata la competizione.
Del dicembre 2015 è, infine, il prolungamento del contratto con Gloucester.

## Palmarès
- Challenge Cup: 1
Gloucester: 2014-15
- Vodacom Cup: 1
Pampas XV: 2011